# Дружбинский сельский округ
Дружбинский сельский округ (каз. Дружба ауылдық округі) — административная единица в составе района имени Габита Мусрепова Северо-Казахстанской области Казахстана. Административный центр — село Дружба.
Население — 2460 человек (2009, 3174 в 1999, 3501 в 1989).
В состав сельского округа вошли территории ликвидированных Володарского (село Володарское) и Целинного (села Целинное, Жаркольское) сельских советов. Села Дружбинское и Жаркольское были ликвидированы.

## Состав
В состав округа входят такие населенные пункты:
| Населенный пункт  | Население, человек (1989) | Население, человек (1999) | Население, человек (2009) |
| ----------------- | ------------------------- | ------------------------- | ------------------------- |
| Володарское, село | 1096                      | 1050                      | 786                       |
| Дружба, село      | 1236                      | 1055                      | 834                       |
| Дружбинское, село | 71                        | -                         | -                         |
| Жаркольское, село | 84                        | 78                        | -                         |
| Целинное, село    | 1014                      | 991                       | 840                       |